# Cheelangi, Chitradurga
Cheelangi là một làng thuộc tehsil Chitradurga, huyện Chitradurga, bang Karnataka, Ấn Độ.